# Коканд 1912
Футбольний клуб «Коканд 1912» або просто «Коканд 1912» (узб. "Qo'qon 1912" futbol klubi) — професійний узбецький футбольний клуб з міста Коканд. Клуб заснований в 1912 році, в 2014 році виступав у Першій лізі Чемпіонату Узбекистану і, посівши друге місце, здобув путівку до Вищої ліги.

## Попередні назви
У різні роки клуб декілька разів змінював свою назву.
| Роки        | Назва                      |
| ----------- | -------------------------- |
| 1912 — 1986 | Коканд                     |
| 1987 — 1988 | Мехнат                     |
| 1988 — 1991 | Автомобіліст (Автомобілчі) |
| 1992 — 2001 | Темирюлчи                  |
| 2002 — 2008 | Коканд                     |
| 2009 — 2011 | Буньодкор-Коканд           |
| 2012 — н.в  | Коканд 1912                |

## Історія
Футбольний клуб «Коканд 1912» заснований в 1912 році в місті Коканд та є найстарішим клубом на території Узбекистану. У ранні роки команда брала участь тільки в аматорських матчах між командами з сусідніх міст. У ті роки в складі команди грали російські солдати і місцеві жителі, які проявили інтерес до футболу.
За радянських часів клуб брав участь у різних футбольних нижніх лігах СРСР. Після розпаду СРСР і здобуття незалежності Узбекистану, в 1992 році клуб почав брати участь у Вищій Лізі чемпіонату Узбекистану під назвою «Темірюлчі». У першому розіграші Кубку Узбекистану в 1992 році клуб дійшов до фіналу і 25 жовтня 1992 року в Самарканді поступився в ньому лише в серії післяматчевих пенальті Навбахору з рахунком 5:6.
У сезоні 1994 року клуб зайняв 5-те місце у Вищій лізі, і цей результат на сьогодні є найкращим в історії виступів у вищому дивізіоні національного чемпіонату. Останнього разу «Коканд 1912» грав у Вищій лізі в сезоні 2003 року. В 2009 році клуб переміг у Першій лізі, але не потрапив до Вищої ліги через те, що починаючи з сезону 2010 року кількість команд в ній скорочувалася з 16-ти до 14-ти.
У сезоні 2013 року клуб фінішував на третьому місці, дозволивши себе обійти ФК «Андижан». 30 квітня 2014 року колишній гравець клубу, Рустам Абдуллаєв, був призначений новим головним тренером ФК «Коканд 1912». Після завершення сезону 2014 року ФК «Коканд 1912» фінішував на другому місці чемпіонату, відразу після Шухрата, і забезпечив собі участь у Вищій лізі на сезон 2015 року.

## Досягнення
- Чемпіонат Узбекистану
  - 5-те місце (1): 1994
- Перша ліга Чемпіонату Узбекистану
  -  Чемпіон (3): 1997, 2001, 2009
  -  Срібний призер (1): 2014
- Кубок Узбекистану
  -  Фіналіст (1): 1992

## Статистика виступів у національних чемпіонатах
| Рік  | Дивізіон | Місце | Кубок |
| 1992 | УзЧ      | 6-те  | Фінал |
| 1993 | УзЧ      | 6-те  | Р32   |
| 1994 | УзЧ      | 5-те  | Р16   |
| 1995 | УзЧ      | 15-те | 1/4   |
| 1996 | 1 Ліга   | 4-те  | ПР    |
| 1997 | 1 Ліга   | 1-ше  | 1/4   |
| 1998 | УзЧ      | 7-те  | Р16   |
| 1999 | УзЧ      | 10-те | 1     |
| 2000 | УзЧ      | 20-те | Р32   |
| 2001 | 1 ліга   | 1-ше  | Р16   |
| 2002 | УзЧ      | 14-те | 1/4   |
| 2003 | УзЧ      | 10-те | Р16   |

| Рік     | Дивізіон | Місце | Кубок |
| 2004    | 2        |       |       |
| 2005    | 1 Ліга   | 13-те | –     |
| 2006    | 1 Ліга   | 18-те | FR    |
| 2007    | 2 Ліга   |       | –     |
| 2008    | 1 Ліга   | 4-те  | –     |
| 2009    | 1 Ліга   | 1-ше3 | СР    |
| 2010–11 | 2 Ліга   |       | –     |
| 2012    | 1 Ліга   | 9-те  | –     |
| 2013    | 1 Ліга   | 3-тє  | Р16   |
| 2014    | 1 Ліга   | 2-ге  | Р16   |
| 2015    | УзЧ      | 12-те | Р16   |

1. ↑ В 1999 році Кубок Узбекистану не відбувся.
2. ↑ Клуб було відсторонено від участі в чемпіонаті через несплату щорічного обов'язкового грошового внеску.
3. ↑ Клуб не вийшов до Першої ліги через те, що саму лігу було скорочено до 14-ти команд-учасниць і цього року жоден клуб з першої ліги не підвищився у класі.

## Найкращі бомбардири в історії клубу
Найкращі бомбардири клубу за сезон
| Рік  | Бомбардир          | Голів   |
| 1992 | Рустам Абдуллаєв   | 18 (10) |
| 1993 | Ойдинбек Алієв     | 12 (4)  |
| 2014 | Отабек Хайдаров    | 25      |
| 2015 | Носирбек Отакузиєв | 9       |

## Відомі гравці
- Степан Атаян
- / Андрій Федоров
- / Бахрам Хакімов
- // Віктор Яблонський
- / Нуман Хасанов
- / Шухрат Намаюнов
- Ібрагім Рахімов

## Тренери
...
- 1989–1991:  Геннадій Мотлач
- 1992–1993:  Бахрам Хакімов

...
- 1995:  Геннадій Мотлач

...
- 1998–1999:  Бахрам Хакімов
- 1999–2000:  Мухаммадалі Кулдашев

...
- 2003:  Рустам Абдуллаєв
- 2004–2005:  Ельведін Еюпов

...
- 2013:  Мукхиддін Абдувалієв
- 2013–2014:  Тохір Кападзе
- 2014–11.2015:  Рустам Абдуллаєв
- 11.2015–12.2015:  Вадим Шодиматов (в.о.)
- 12.2015–...:  Мурад Ісмаїлов